# تشاغانغ (مقاطعة)
مقاطعة تشاغانغ (بالهانغل: 자강도 / بالهانجا: 慈江道 / حرفيا: تشاغانغ دو) هي مقاطعة في كوريا الشمالية. يحدها من الشمال الصين، ومقاطعة هامغيونغ الجنوبية ومقاطعة ريانغانغ من الشرق، ومقاطعة بيونغان الجنوبية من الجنوب، ومقاطعة بيونغان الشمالية من الغرب. شكلت تشاغانغ في سنة 1949 بعد ترسيم حدودها من بيونغان الشمالية، وعاصمتها هي مدينة كانغي.

## التقسيمات الإدارية
تقسم تشاغانغ إلى ثلاث مدن (شي) و 15 محافظة (غن) وهي:

### المدن
- كانغي شي (بالهانغل: 강계시 / بالهانجا: 江界市 / رفعت من محافظة إلى مدينة في ديسمبر 1949).
- هيتشون شي (بالهانغل: 희천시 / بالهانجا: 熙川市 / عينت مدينة في أكتوبر 1967).
- مانبو شي (بالهانغل: 만포시 / بالهانجا: 滿浦市 / عينت مدينة في أكتوبر 1967).

### المحافظات
- تشانغانغ غن (بالهانغل: 장강군 / بالهانجا: 長江郡).
- تشاسونغ غن (بالهانغل: 자성군 / بالهانجا: 慈城郡).
- تشونتشون غن (بالهانغل: 전천군 / بالهانجا: 前川郡).
- تشوسان غن (بالهانغل: 초산군 / بالهانجا: 楚山郡).
- تشنغانغ غن (بالهانغل: 중강군 / بالهانجا: 中江郡).
- هوابيونغ غن (بالهانغل: 화평군 / بالهانجا: 和坪郡).
- كوبنغ غن (بالهانغل: 고풍군 / بالهانجا: 古豐郡).
- رانغنم غن (بالهانغل: 랑림군 / بالهانجا: 狼林郡).
- ريونغنم غن (بالهانغل: 룡림군 / بالهانجا: 龍林郡).
- شيجنغ غن (بالهانغل: 시중군 / بالهانجا: 時中郡).
- سونغان غن (بالهانغل: 성간군 / بالهانجا: 城干郡).
- سونغوون غن (بالهانغل: 송원군 / بالهانجا: 松原郡).
- تونغشن غن (بالهانغل: 동신군 / بالهانجا: 東新郡).
- أوشي غن (بالهانغل: 우시군 / بالهانجا: 雩時郡).
- ويوون غن (بالهانغل: 위원군 / بالهانجا: 渭原郡).

## وصلات خارجية
- 자강도(慈江道).